# Hadrian (biskup koptyjski)
Hadrian (wł. Adil Sadik Aud Allah, ur. 13 lipca 1940 w Tancie) – duchowny Koptyjskiego Kościoła Ortodoksyjnego, od 1975 biskup Asuanu.

## Życiorys
4 kwietnia 1971 złożył śluby zakonne. Święcenia kapłańskie przyjął 20 grudnia 1974. Sakrę biskupią otrzymał 22 czerwca 1975. W 2006 uzyskał godność metropolity.